# Ladas Natkevičius

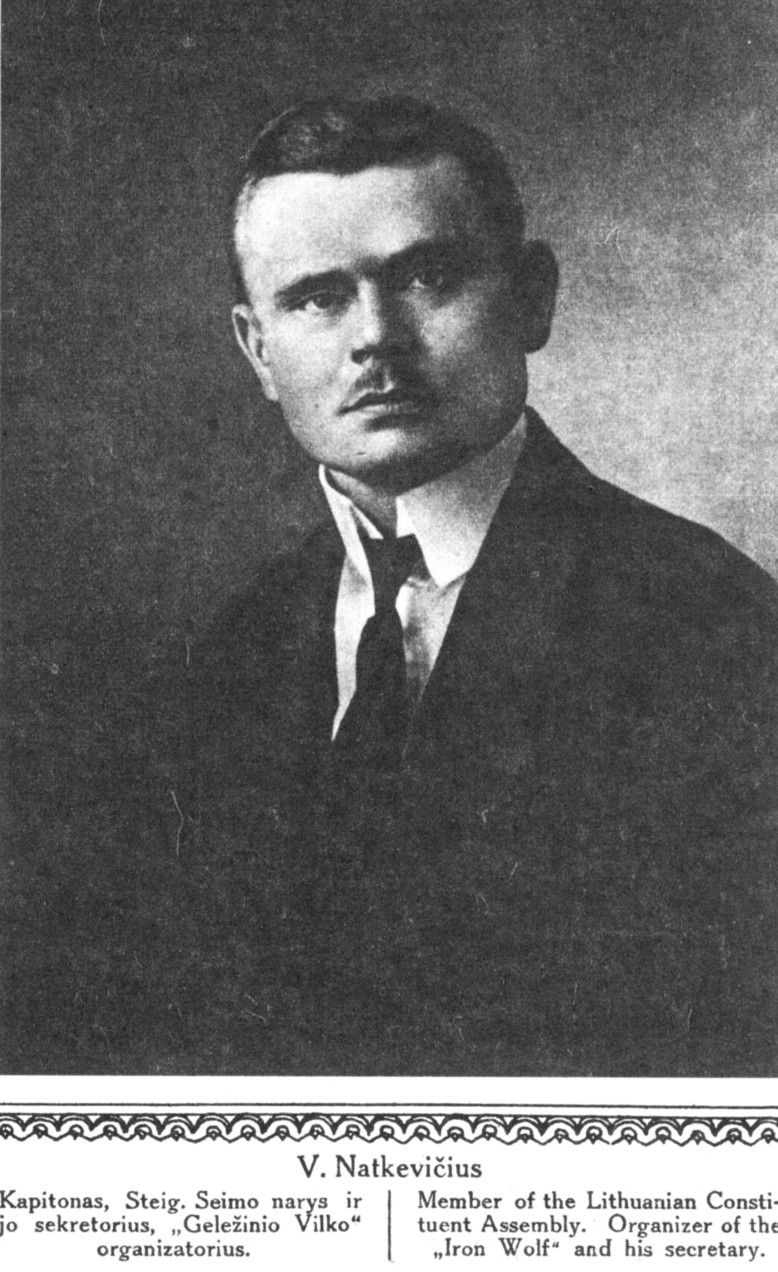
Ladas Natkevičius

Ladas „Vladas“ Natkevičius (* 19. Januar 1893 in Balsupiai, Bezirk Marijampolė, Russisches Kaiserreich; † 25. Mai 1945 in Schruns, Österreich) war ein litauischer Verwaltungsjurist, Diplomat und Politiker.

## Leben
Nach dem Abitur 1913 am Gymnasium Marijampolė studierte er von 1913 bis 1915 an der Fakultät für die Naturwissenschaften und Mathematik der Universität Petersburg und 1915 wurde mobilisiert, absolvierte eine Kriegsschule und nahm am Ersten Weltkrieg teil.
Von 1920 bis 1922 war er Mitglied des Gründungsparlaments (Seimas) und später Mitglied im 1. und 2. Seimas.
Von 1923 bis 1927 studierte er die Rechtswissenschaft und 1930 promovierte an der Universität Sorbonne. Von 1939 bis 1940 war er litauischer Botschafter in UdSSR. Von 1940 bis 1941 war er Juriskonsult, ab Juni 1941 Rechtsanwalt in Kaunas und lehrte an der Vytauto Didžiojo universitetas.

## Bibliografie
- Lietuvos kariuomenė, 1919
- Ką privalo žinoti kiekvienas pilietis demokratinę valstybę bekuriant, 1922
- Lietuvių-lenkų administracijos linija tarptautinės teisės požiūriu, 1933
- Agresijos sąvokos evoliucija, 1934